# Zimbabwaans rugbyteam (mannen)
Het Zimbabwaans rugbyteam is een team van rugbyers dat Zimbabwe vertegenwoordigt in internationale wedstrijden. Na de eerste twee wereldkampioenschappen gespeeld te hebben, zonder overwinning, wisten ze zich niet te kwalificeren voor de daaropvolgende toernooien.
Het Zimbabwaanse rugby vierde zijn hoogtijdagen in de jaren 70. Toen hadden ze een competitief team voor toplanden. In de laatste decennia is het rugby alleen maar achteruitgegaan. Dit komt gedeeltelijk doordat de seniorencompetitie niet goed georganiseerd is. De getalenteerde rugbyers gaan dan ook na hun schooltijd naar landen als Zuid-Afrika, waar de competitie sterk is en waar er goede faciliteiten zijn. Ook de verslechterende economische situatie in Zimbabwe heeft ertoe geleid dat de meeste topspelers zijn vertrokken naar het buitenland.

## Geschiedenis
Net zoals bij de omringende landen is het rugby in Zimbabwe geïntroduceerd door Britse kolonisten. De eerste rugbyclub werd in 1894 opgericht. Al snel speelde een team van rugbyspelers van de beste clubs wedstrijden tegen rugbyers uit Zuid-Afrika. In het begin van de 20e eeuw speelden de Britse Eilanden op hun tournee door Zuid-Afrika een aantal wedstrijden tegen spelers uit Rhodesië, zoals Zimbabwe toen nog heette. In latere jaren hebben de British and Irish Lions nog een aantal keer Rhodesië bezocht. Alle wedstrijden tussen deze twee teams eindigde in een overwinning voor de Lions. Ook Nieuw-Zeeland heeft een aantal wedstrijden gespeeld tegen Rhodesië. In 1928 wonnen de All Blacks nog vrij eenvoudig met 8-44. Toen in 1949 de Nieuw-Zeelanders terugkwamen, wisten de rugbyers uit Rhodesië voor het eerst een wedstrijd te winnen, met 10-8. Drie dagen later speelden de twee teams weer tegen elkaar, toen werd het 3-3. Naast de wedstrijden tegen de Britse Eilanden en de All Blacks die op tournee waren, heeft Rhodesië maar één wedstrijd tegen een andere tegenstander gespeeld. Op 16 juni 1973 wonnen ze van Italië.
In 1980 veranderde de naam van het land in Zimbabwe. De eerste wedstrijd als Zimbabwe werd gespeeld in Kenia, waar met 34-24 werd gewonnen. In 1987 werden ze uitgenodigd voor het eerste wereldkampioenschap rugby. Ze verloren alle wedstrijden. Vier jaar later wisten ze zich opnieuw te plaatsen voor het wereldkampioenschap, maar ook nu werden alle wedstrijden verloren. Voor de daaropvolgende wk's wisten ze zich niet te plaatsen.
De laatste jaren speelt Zimbabwe vooral tegen Afrikaanse tegenstanders als Namibië. De enkele keer dat er een Europese tegenstander op bezoek komt, verliezen ze meestal.

## Wereldkampioenschappen
Zimbabwe heeft aan de eerste twee wereldkampioenschappen deelgenomen. Ze verloren alle wedstrijden.
- WK 1987: eerste ronde (geen overwinningen)
- WK 1991: eerste ronde (geen overwinningen)
- WK 1995: niet gekwalificeerd
- WK 1999: niet gekwalificeerd
- WK 2003: niet gekwalificeerd
- WK 2007: niet gekwalificeerd
- WK 2011: niet gekwalificeerd
- WK 2015: niet gekwalificeerd
- WK 2019: niet gekwalificeerd